# Соколица
За река Соколица в Югоизточна България вижте Соколица (река).
Соколица е село в Южна България. То се намира в община Карлово, област Пловдив.

## География
Селото се намира по средата на пътя Карлово-Баня на 2 км източно от пътя.

## История
До 1934 година името на селото е Доганджии, тъй като във времето на османското владичество то е било соколарско село, тоест село със специален статут, отглеждащо соколи за султанския двор в Цариград. Такова то било до 1839 година. До Освобождението селото е било смесено полутурско-полубългарско, като след Съединението турското население масово се изселва и селото остава населено само с българи.
Църквата в селото е „Свети Архангел Михаил“.